# Liste byzantinischer Themen

## Byzantinische Themen zwischen 660 und 960
| Thema                                                | Jahr                  | Eingerichtet                                                                                               | Spätere Unterteilung                                                      | Hauptstadt                        | Ursprüngliches Gebiet                                                                              | Städte                                                 |
| ---------------------------------------------------- | --------------------- | --- | ------------------------------------------------------------------------- | --------------------------------- | -------------------------------------------------------------------------------------------------- | ------------------------------------------------------ |
| Ägäis † (thema Aigaiou Pelagous)                     | 842/843               | Kibyrrhaioten, aus unabhängigem Droungariat entstanden                                                     |                                                                           | vielleicht Mytilene oder Mithymna | Lesbos, Lemnos, Chios, Imbros, Tenedos, Hellespont, Sporaden und Kykladen                          |                                                        |
| Anatolikon (thema Anatolikōn)                        | 669/670               | Ursprüngliches Thema                                                                                       | Kappadokien § (830)                                                       | Amorion                           | Phrygien, Pisidien, Isaurien                                                                       | Ikonion                                                |
| Armeniakon (thema Armeniakōn, Armeniakoi)            | 667/668               | Ursprüngliches Thema                                                                                       | Chaldia (842), Charsianon § (863), Koloneia (863), Paphlagonien (by 826)  | Amaseia                           | Pontos, Kleinarmenien, nördliches Kappadokien                                                      | Sinope, Amisos, Trapezunt, Neocaesarea, Theodosiopolis |
| Bukellarion (thema Bukellariōn, Bukellarioi)         | 767/768               | Opsikion                                                                                                   | Paphlagonien (teilweise), Kappadokien (teilweise), Charsianon (teilweise) | Ankyra                            | Galatien, Paphlagonien                                                                             |                                                        |
| Chaldia (thema Chaldias)                             | ca. 840               | Armeniakon (ursprünglich ein Turma)                                                                        | Herzogtum Chaldia                                                         | Trapezunt                         | pontische Küste                                                                                    |                                                        |
| Charpezikion (thema Charpezikion)                    | ca. 949               | Neues Gebiet                                                                                               |                                                                           | Asmòsata                          | Sophene, Oberarmenien                                                                              | Harput                                                 |
| Charsianon § (thema Charsianou)                      | 863–873               | Armeniakon (ursprünglich ein Turma), Teil des Boukellarion                                                 |                                                                           | Caesarea                          | Nordwestliches Kappadokien                                                                         |                                                        |
| Chozanon (thema Chozanou)                            | ca. 956               | Neues Gebiet                                                                                               |                                                                           |                                   | Sophene, Oberarmenien                                                                              |                                                        |
| Cherson/Klimata (thema Chersōnos/Klimata)            | 833                   | im 8. Jahrhundert von den Chasaren beherrscht, byzantinische Herrschaft wiederhergestellt durch Theophilos |                                                                           | Cherson                           | Südliche Krim                                                                                      |                                                        |
| Dalmatien (thema Dalmatias)                          | by 899                | Neues Gebiet                                                                                               |                                                                           |                                   | |                                                        |
| Dyrrhachion (thema Dyrrhachiou)                      | 842                   | Neues Gebiet                                                                                               |                                                                           | Dyrrhachion                       | albanische Küste                                                                                   | Aulon, Apollonia                                       |
| Edessa (thema Edèssis)                               | ca. 940               | Neues Gebiet                                                                                               |                                                                           |                                   | Osrhoene, Mesopotamien                                                                             |                                                        |
| Euphrat-Städte (thema Pareuphratidōn Poleōn)         | ca. 936               | Neues Gebiet                                                                                               | Herzogtum Mesopotamien                                                    | Samosata                          | Oberarmenien, Mesopotamien                                                                         |                                                        |
| Hellas (thema Hellados, Helladikoi)                  | ca. 690               | Karabisianoi                                                                                               | Kephallenia (809), Peloponnes (811)                                       | Korinth, Theben (nach 809)        | Ursprünglich östliche Peloponnes und Attika, nach 809 östliches Zentralgriechenland und Thessalien | Nach 809: Athen, Larissa, Pharsala, Lamia              |
| Kappadokien § (thema Kappadokias)                    | 830                   | Armeniakon, Teil des Boukellarion                                                                          |                                                                           | Koron                             | Südwestliches Kappadokien                                                                          |                                                        |
| Keltzene (thema Keltzēnēs)                           | 935                   | Neues Gebiet                                                                                               | Herzogtum von Mesopotamien                                                | Celtzene                          | Oberarmenien                                                                                       |                                                        |
| Kephallenia † (thema Kephallēnias)                   | 809                   | | Longobardia (910), Nikopolis (899)                                        |                                   | Ionische Inseln, Apulien                                                                           |                                                        |
| Kibyrrhaiotai † (thema Kibyrrhaiotōn, Kibyrrhaiotai) | 697/698 oder etwa 720 | Entstanden aus der Flotte der Karabisianoi                                                                 | Ägäis, Samos, Seleukeia                                                   | Samos, später Attaleia            | Pamphylien, Lykien, Dodekanes, Ägäische Inseln, Ionien                                             |                                                        |
| Koloneia § (thema Kolōneias)                         | etwa 842              | Armeniakon, Kleisoura im frühen 9. Jahrhundert                                                             | Herzogtum Chaldia                                                         |                                   | Nördliches Kleinasien                                                                              | Koloneia, Satala, Nikopolis                            |
| Kreta † (thema Krētēs)                               | 767, abermals 961     | Emirat von Kreta von etwa 828 bis zur byzantinischen Eroberung 961                                         |                                                                           | Chandax                           | Kreta                                                                                              | Rethymnon, Gortyn                                      |
| Longobardia (thema Longobardias)                     | 892                   | Kephallenia (ursprünglich ein Turma)                                                                       |                                                                           | Bari                              | Apulien                                                                                            | Tarent                                                 |
| Lykandos (thema Lykandou)                            | 916                   | Neues Gebiet                                                                                               |                                                                           | Lykandos                          | Südöstliches Kappadokien                                                                           |                                                        |
| Makedonien (thema Makedonias)                        | 802                   | Thrakien                                                                                                   | Strymon                                                                   | Adrianopel                        | Westliches Thrakien                                                                                | Didymoteichon, Mosynopolis                             |
| Melitene (thema Melitēnēs)                           | 935                   | Neues Gebiet                                                                                               | Herzogtum Mesopotamien                                                    | Melitene                          | oberer Euphrat und Oberarmenien                                                                    |                                                        |
| Mesopotamien (thema Mesopotamias)                    | 899–911               | Neues Gebiet                                                                                               | Herzogtum Mesopotamien                                                    |                                   | oberer Euphrat                                                                                     |                                                        |
| Nikopolis (thema Nikopoleōs)                         | 899                   | wahrscheinlich ein altes Turma der Peloponnes                                                              |                                                                           | Naupaktos                         | Epiros, Ätolien, Akarnanien                                                                        | Ioannina, Buthrotum, Rogoi, Dryinoupolis               |
| Opsikion (Thema Opsikion)                            | 680                   | Ursprüngliches Thema                                                                                       | Boukellarion (768), Optimatoi (775)                                       |                                   | |                                                        |
| Optimatoi (thema Optimatōn, Optimatoi)               | 775                   | Opsikion                                                                                                   |                                                                           | Nikomedia                         | Bithynien gegenüber von Konstantinopel                                                             |                                                        |
| Paphlagonien (thema Paphlagonias)                    | 826                   | Armeniakon, Boukellarion (teilweise)                                                                       |                                                                           |                                   | | Amastris, Gangra, Tium                                 |
| Phasiane (Derzene) (thema Phasianēs, Derzēnēs)       | 935                   | Neues Gebiet und Thema von Mesopotamien                                                                    | Herzogtum Mesopotamien                                                    |                                   | Oberarmenien                                                                                       |                                                        |
| Peloponnes (thema Peloponnēsou)                      | 811                   | teilweise Hellas, teils neues Gebiet                                                                       | Nikopolis (899)                                                           | Korinth                           | Peloponnes                                                                                         |                                                        |
| Samos † (thema Samou)                                | 899                   | Kibyrrhaioten                                                                                              |                                                                           | Smyrna                            | Südöstliche ägäische Inseln, Ionien (geteilt mit Thrakesion)                                       |                                                        |
| Sebasteia § (thema Sebasteias)                       | 911                   | Armeniakon, Kleisoura etwa 900                                                                             |                                                                           |                                   | |                                                        |
| Seleukeia § (thema Seleukeias)                       | 934                   | Kibyrrhaioten, frühes 9. Jahrhundert aus Kleisoura                                                         |                                                                           |                                   | |                                                        |
| Sizilien (thema Sikelias)                            | 700                   | | Kalabrien                                                                 | Syrakus                           | Sizilien und Kalabrien                                                                             |                                                        |
| Strymon § (thema Strymōnos)                          | etwa 840er            | Makedonien, aus Kleisoura entstanden (709)                                                                 |                                                                           | Adrianopel                        | etwa heutiges Ostmakedonien und Thrakien                                                           | Kavala                                                 |
| Tephrike/Leontokome (thema Tephrikēs/Leontokōmēs)    | 879                   | Neues Gebiet                                                                                               | nach der Eroberung des paulikianischen Staates in Tephrike                | Tephrike                          | Oberarmenien                                                                                       |                                                        |
| Theodosiopolis (thema Theodosioupoleōs)              | 949–1000              | | Iberien                                                                   |                                   | Oberarmenien                                                                                       |                                                        |
| Thessalonike (thema Thessalonikēs)                   | 824                   | |                                                                           | Thessalonike                      | etwa heutiges Zentralmakedonien                                                                    | Beroia, Edessa, Dion                                   |
| Thrakien (thema Thrakēs)                             | 680                   | Opsikion                                                                                                   | Makedonien                                                                | Arkadiopolis                      | Ostthrakien außer Konstantinopel                                                                   | Selymbria, Bizye                                       |
| Thrakesion (thema Thrakēsiōn, Thrakēsioi)            | 687                   | Ursprüngliches Thema                                                                                       |                                                                           | Chonai                            | |                                                        |
| Zypern † (thema Kyprou)                              | 965                   | Byzantinisch-arabisches Kondominium von 688 bis 965                                                        |                                                                           | Nikosia                           | Zypern                                                                                             | Kition, Limassol, Paphos, Keryneia                     |

Anmerkungen:

† Seethema (Griechisch thema nautikòn, θέμα ναυτικόν)

§ Ursprünglich eine Kleisoura

## Neue Themen nach 960
| Thema                | Jahr      | Städte | Anmerkungen |
| -------------------- | --------- | ------ | --- |
| Boleron/Neos Strymon | 971       |        | identisch mit der römischen Provinz Rhodopen (314–641); existierte um 971, umfasste die nördlichen und westlichen Teile des Thema von Strymon, nachdem Johannes Tzimiskes Bulgarien erobert hatte.                                                                                               |
| Bulgarien            |           |        | eingerichtet von Kaiser Basileios II. nach seinem Sieg über Samuel von Bulgarien (997–1014) und dem Ende des Ersten Bulgarischen Reiches 1018. Seine Hauptstadt war Skupi. |
| Sirmion              |           |        | bestand aus Teilen des früheren Katepanat von Ras. Gegründet 1018 im nordwestlichen Teil des gefallenen Bulgarischen Reiches (nördliches Serbien), um die Stadt Sirmium herum. |
| Raszien/Serbien      | 969 – 976 |        | gegründet etwa 970 unter der Herrschaft des Johannes Tzimiskes; umfasste etwa das Fürstentum Serbien (Raszien) und Bosnien. |
| Diokleia             |           |        | etabliert 970–1000 nach der Annektierung Rasziens durch Byzanz, Sitz in Ragusa, der Hauptstadt des älteren Themas von Dalmatien. |
| Terbounia            |           |        | gegründet 1000–1020 mit Sitz in Aspàlathos (Spalato). |
| Paristrion           |           |        | im Jahr 1000 eroberte eine byzantinische Armee unter Theodorokanos die gesamte Dobrudscha, das Gebiet wurde erst als Strategia von Dorostolon, ab 1020 als Thema Paristrion oder Paradunavon organisiert.                                                                                        |
| Iberia               |           |        | gegründet nach der Annektierung einiger Domänen der georgischen Bagratiden durch Basileios II. (1000–1021) und später auf Kosten einiger armenischer Fürstentümer vergrößert; der Sitz des Themas war Theodosiopolis; im Jahr 1025 wurde es Teil des byzantinischen Vasallen-Herzogtums Chaldia. |
| Kalabrien            |           |        | nach der arabischen Eroberung Siziliens war das Thema von Sizilien ab 902 auf Kalabrien beschränkt, behielt seinen Namen aber bis Mitte des 10. Jahrhunderts; die Hauptstadt war von Syrakus nach Rhegion verlegt worden.                                                                        |
| Leukanien            |           |        | im Jahr 968 wurde die Gegend Lukanien vom Byzantinischen Reich zurückerobert und das Thema von Lukanien eingerichtet, dessen Hauptstadt sich in Tursikon (Tursi) befand. |
| Italien              |           |        | in den Jahren 938 und 965 erscheinen das Thema Longobardia (Apulien) mit dem Thema von Kalabrien und dem von Leukanien vereinigt, obwohl die Dauer dieser Regelung unklar ist. Nach 968 wurden diese drei Themen dauerhaft zum Katepanat von Italien vereinigt, der Sitz des Katepan war Bari.   |
| Hexakomia            |           |        | in der Mitte des 11. Jahrhunderts in der Region Kataonien eingerichtet; benannt nach den 6 wichtigen Städten der Region (Hexakomia oder Hexapolis): Komana, Arabissos, Kukusos, Arka, Ariaratheia, Melitene.                                                                                     |